# Prirodno stanje
Prirodno stanje označava stanje u kojem se čovjek nalazio prije nego što su sagrađeni gradovi, ili neki put kad nisu postojale ni društvene zajednice. Prema ovoj definiciji pojam se može odnositi na društvo lovaca-sakupljača koji su osnivali zajednice prije neolitičke revolucije kada je poljoprivreda postala složenija, što je omogućilo stvaranje složenijih zajednica. Ponekad se ovaj pojam odnosi i na stanje čovjeka prije nego što je uopće živio s drugim ljudima: i da je čovjek naslijedio svoju prirodu od ranih majmunskih vrsta koje su čovječji evolucijski predci.  

## Prirodno stanje u okvirima kontraktualizma
Pojam "prirodno stanje" javlja se uglavnom u kontraktualističkoj političkoj filozofiji i filozofi ga tumače različito. 
Thomas Hobbes daje jednu sumornu sliku prirodnog stanja u svojoj knjizi Levijatan (1651). U tom stanju je "rat svih protiv svih" (bellum omnium contra omnes), i ljudski život je "usamljen, siromašan, prljav, okrutan i kratak" (solitary, poor, nasty, brutish and short). To je stanje iz kojeg ljudska pokretačka snaga, samoodržanje, dobiva energiju za stvaranje jednog zajedničkog društva i treba predati svoju ovlast nekom suverenitetu, koji dobiva neograničenu moć vladanja nad svojim podanicima. 
Hobbesov zemljak John Locke daje svjetliju sliku prirodnog stanja u svojoj knjizi Dvije rasprave o vladi (1690.): gdje vlada prirodno pravo koje ljudima daje pravo nad samim sobom (vlasništvo), i da na taj način svojim radom zadobiju pravo vlasništva kojeg brane od nepravednih napada, i imaju potrebu ostvarivanja zaštite od sve jačih napada i to tjera ljude da se udružuju u jednu  "političku zajednicu" (Political Society) i da predaju jedan dio svojih ovlasti državi, što se može jedino napraviti uz suglasnost naroda.
Jean-Jacques Rousseau smatra da se prirodno stanje može promatrati kao rajsko blaženstvo: Rousseau je smatrao između ostalog da čovjek nije, kako su drugi filozofi prosvjetiteljstva tvrdili, postao sretniji kroz znanost i napredak. Često se slogan "Natrag u prirodu!" koristi da bi se rezimirala njegova filozofije, nešto što on nikada nije napisao. 
Ideja o prirodnom stanju, kao i društveni ugovor po pravilu, gubi puno na održivostu tijekom 19. stoljeća, no vraća se zajedno s kontraktualističkim teorijama i s knjigom 
Johna Rawlsa Teorija pravednosti (1971.) (A Theory of Justice) dolazi do ponovnih diskusija o tom što čini ljudsko prirodno stanje. 
Rawls se ne koristi samim pojmom "prirodno stanje", međutim uzima kao početno polazište za svoj društveni ugovor tzv. "izvorni položaj" (original position). U izvornom položaju ljudi se nalazi iza "vela neznanja" (veil of ignorance), tako da ne znaju tko su oni, koja su njihova razmišljanja, želje ili koje psihološke sklonosti imaju.  
Temeljni principi za organizaciju države, prema kojima bi se ljudi dogovorili o tom položaju, se prema Rawlsu mogu smatrati kao pravedni.
Rawls se služi kontraktualizmom kako bi opravdao socijalnoliberalnu skrbničku državu, kako Rawls naziva demokraciju, u kojoj postoji mogućnost vlasništva, koja se prema Rawlsu razlikuje od skrbničke države pošto ova ne uzima u obzir "fer vrijednosti političkih sloboda", tj. da skrbnička država ne promiče osnovne mogućnosti pojedinaca da ispune svoje životne projekte i svoju percepciju dobrote. Kritizirajući Rawlsa, Robert Nozick brani u svojoj knjizi Anarhija, država i utopija (1974.) (Anarchy, State and Utopia),  neoliberalnu minimalnu državu, kroz vraćanje na John Lockeov kontraktualizam. Nozickovo prirodno stanje sliči Lockeovom, s manjim promjenama. 
Kasniji teoretečari kontraktualizma su također uzimali u obzir "prirodno stanje". Jedan od njih, Ken Binmore, u Game Theory and the Social Contract (1994. – 1998.) smatra da se prirodno stanje može promatrati kao stanje u kojem se nalazimo danas. Odatle možemo i trebamo voditi društvo polako i uspješno u socijalnoliberalnom pravcu kako je to Rawls zamislio, pošto smo opremljeni tom vrstom normi i vrijednosti koje čine da je taj ideal nešto što smatramo atraktivnim.
Antropolog Pierre Clastres zaključuje iz svog etnografskog socijalnog djelovanja da je prirodno stanje zajednica (pleme) s politikom moći da je očuva od raspada između onih koji vladaju i onih kojima se vlada. Nastanak države nije napredak već gubitak moći da bi se uspostavila jednakost. Za javne rituale (tetoviranje), koji odražvaju pripadnost plemenu po istim uvjetima, može se reći da su radikalna suprotnost društvenog ugovora koji ne uspostavlja neko društvo, već prije neutralizira ga. S vlašću i državom stvara se naprotiv militantno stanje pojedinca u "ratu svih protiv svih".